# Cal Fatget
Cal Fatget és una masia del municipi de Viver i Serrateix (Berguedà) inclosa en l'Inventari del Patrimoni Arquitectònic de Catalunya.

## Descripció
És una masia orientada al sud-est del tipus I segons la classificació de J. Danés, amb coberta a dues vessants i el carener paral·lel a la façana principal. Consta de dues plantes amb construccions annexes a la banda esquerra. Les obertures són gairebé totes allindanades (alguna té arc rebaixat) i estructurades amb pedres ben tallades. La casa és tota feta amb pedra, de carreus mitjans disposats en filades més o menys regulars.